# 辻宏
辻 宏（つじ ひろし、1933年12月10日 - 2005年12月22日）は、愛知県春日井市出身のパイプオルガン建造家。オルガン奏者。ピストイア名誉市民。妻は翻訳家の辻紀子（つじ としこ）。

## 略歴
- 1933年 父 辻亮吉 母 信夫 の次男として出生。
- 1958年（昭和33年） - 東京芸術大学器楽科（オルガン専攻）卒業
- 卒業と同時に横浜の成美学園（現 横浜英和女学院）の音楽教師となる。
- 1960年（昭和35年）4月 -成美学園英語教師であった 松尾紀子と結婚。
- アメリカ合衆国Schlicker Organ Companyで3年間オルガン建造を学ぶ。ここでは電気・ニューマティック方式のオルガン製作に関わる。
- オランダFlentrop Organ Companyにおいてトラッカー方式のオルガンの建造を学ぶ。
- 1964年（昭和39年） - 神奈川県座間市に、辻オルガン建造所を設立し代表となる。 初期には ドイツのWalker社、Bosch社のオルガンの組立などを行う。 原田一郎氏（銀座旗店店主）の依頼により3ストップのポジティフを製作、第一号。
- 1969年（昭和44年）頃 -からHarald Vogelの北ドイツにおける歴史的オルガン建造法の研究に触発される。
- 1972年（昭和47年） -高松 屋島教会に歴史的建造法によるオルガンを製作する。これ以降全ての作品を歴史的建造法に基づき製作する。
- 1973年（昭和48年） - 日本オルガン研究会を松原茂、佐藤ミサ子らと設立。
- 1974年（昭和49年） - スペインのサラマンカ新大聖堂で、16世紀のオルガン「天使の歌声」（別名：鳴らずのオルガン）を初めて目にする。
- 1976年（昭和51年） - 岐阜県加茂郡白川町に転居。事業所名を 辻オルガン とする。
- 1984年（昭和59年） - イタリアのピストイア音楽院講堂の歴史的オルガンを修復する。
- 1988年（昭和63年） - サラマンカ新大聖堂から「天使の歌声」の修復を依頼されるが[3]、大聖堂側は資金が無いため修復費用を出せないという事だった。そこで辻は修復費用の3000万円を集める為に、元スペイン大使の林屋永吉に協力を依頼し「オルガン修復協力の会」を結成。会で募金を募り約1年で3500万円を集めた。
- 1989年（平成元年）8月 - 「天使の歌声」の修復を開始。
- 1990年（平成2年）3月25日 - 修復が終わった「天使の歌声」の奉献式を行う。
- 1994年（平成6年） - 岐阜サラマンカオルガンソサエティー 設立。
- 1999年（平成11年） - サラマンカ大学は辻の功績を称えて「日本スペイン文化センター」を設立した。
- 2005年（平成17年）12月22日 - 筋萎縮性側索硬化症のため岐阜県加茂郡白川町の病院で死去。72才没。

## 受賞歴
- 1987年（昭和62年） - イタリア共和国・ピストイア市名誉市民
- 1998年（平成10年） - 現代の名工（卓越技能者）表彰
- 1999年（平成11年） - スペイン王国・イサベル女王勲章エンコミエンダ章（英語版）
- 2003年（平成15年） - 黄綬褒章

## 出版物
著書
- 『風の歌 ： パイプ・オルガンと私』 1988 日本基督教団出版局 ISBN 4818400025
- 『オルガンは歌う ： 歴史的建造法を求めて』 2007 日本キリスト教団出版局 ISBN 9784818406605

関連書籍
- 『家族をおくる三つの葬儀 ： パイプオルガン制作者・辻宏先生が召されて〈特別寄稿〉』 2007 辻紀子（著）
- 『峠の樅の木と3台のパイプオルガン ： 辻宏パイプオルガン物語序章』 2010 辻紀子（著） いのちのことば社 ISBN 9784264027997

## 参考資料
- 『風の歌 ： パイプ・オルガンと私』 日本基督教団出版局
- 『オルガンは歌う ： 歴史的建造法を求めて』 日本キリスト教団出版局
- ふれあい福寿会館 サラマンカホール「オルガンヒストリー」
- 47news　パイプオルガン建造家・辻宏氏死去